# Menhir von Rudston

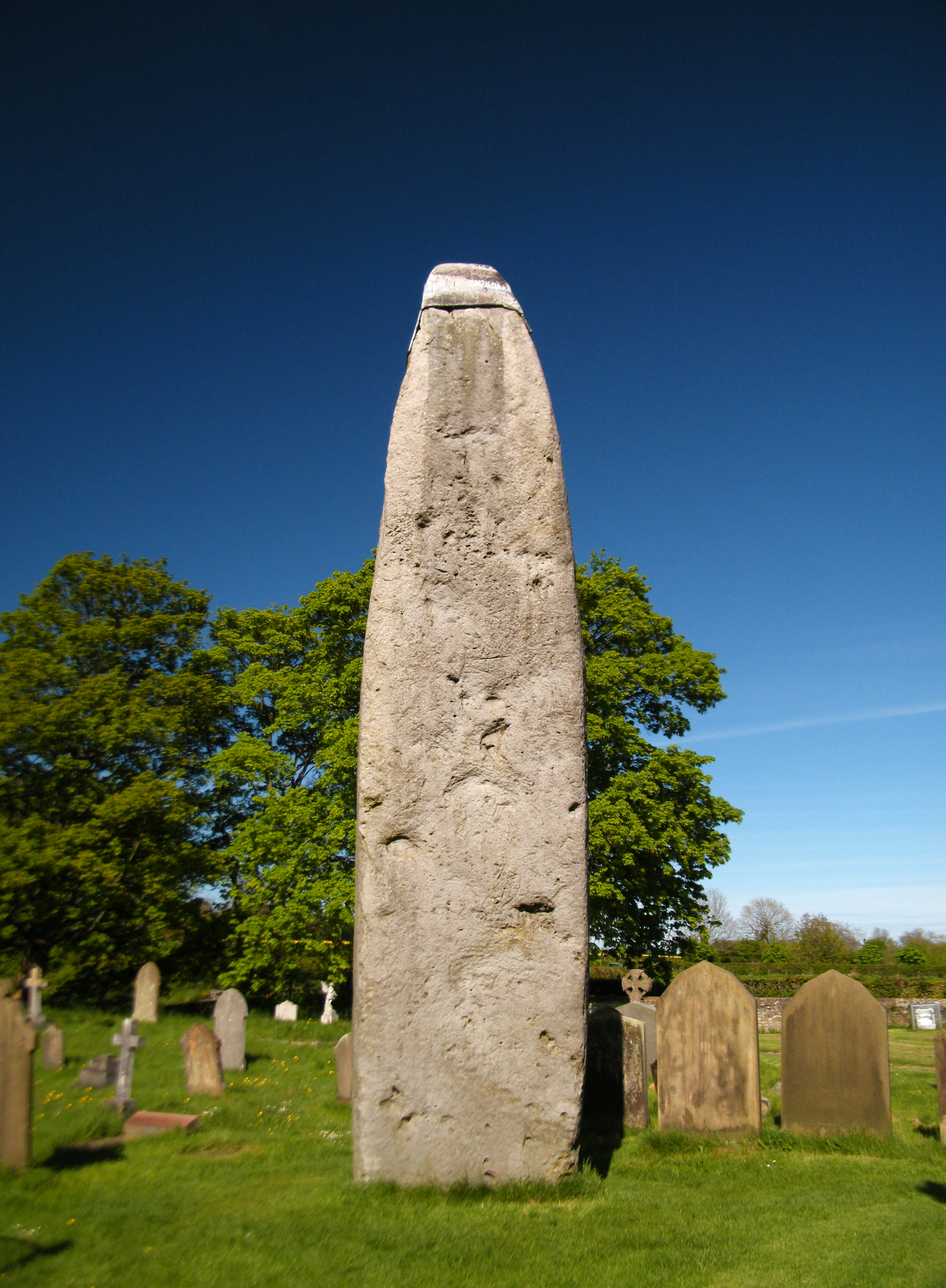
Rudston Monolith

Der Menhir von Rudston („Rudston Monolith“) ist mit etwa 8 Metern Höhe oberhalb des Erdbodens der größte bekannte Megalith in Großbritannien. Er steht auf dem Gelände der Dorfkirche von Rudston im East Riding of Yorkshire. Er datiert in die späte Jungsteinzeit oder frühe Bronzezeit.

## Beschreibung
Der heute obertägig sichtbare Teil des Menhirs ist nach oben spitz zulaufend schlank mit zwei gegenständigen Breitseiten. Die Spitze ist offenbar alt abgebrochen und ein aufgesetzter Schutz ist vorhanden, eine erste derartige Maßnahme erfolgte bereits 1773 durch Hinzufügen einer später wieder entfernten Bleikappe. Das Material ist Sandstein, das Gewicht wird auf 40 Tonnen geschätzt. Es ist unsicher, ob der Stein auf natürlichem Wege als eiszeitlicher Findling an seinen späteren Standort gelangte oder hierher aus der weiteren Umgebung verbracht wurde.

## Archäologische Untersuchungen und Berichte
Thomas Waller berichtete, dass während der Einebnung des Kirchhofes 1861 die Oberfläche um den Megalithen um 5 Fuß (ca. 1,5 Meter) durch Erdauftrag erhöht wurde. Er dokumentierte außerdem, dass Sir William Strickland zu Beginn des 19. Jahrhunderts Grabungen am Megalithen unternahm. Dabei stellte er angeblich fest, dass der Stein ebenso weit in den Boden reicht, wie er obertägig empor ragt. Außerdem sollen bei den Grabungen große Mengen an menschlichen Schädeln zutage gekommen sein. Dies wurde im Geiste der Zeit – und heute sicherlich zumindest diskutabel – als Anzeichen für Menschenopfer gedeutet.